# Praeorbitolinoides
Praeorbitolinoides es un género de foraminífero bentónico de la subfamilia Orbitolininae, de la familia Orbitolinidae, de la superfamilia Orbitolinoidea, del suborden Orbitolinina y del orden Loftusiida. Su especie tipo es Praeorbitolinoides japonica. Su rango cronoestratigráfico abarcaba el Bedouliense o Aptiense inferior (Cretácico inferior).

## Discusión
Clasificaciones previas incluían Praeorbitolinoides en el suborden Textulariina del orden Textulariida o en el orden Lituolida.

## Clasificación
Praeorbitolinoides incluye a las siguientes especies:
- Praeorbitolinoides claveli †
- Praeorbitolinoides japonica †